# Lohmühlenbrücke
Die Lohmühlenbrücke führt über den Neuköllner Schifffahrtskanal in Berlin und verbindet das Maybachufer an der Ecke zur Weichselstraße in Neukölln mit der Lohmühlenstraße in Treptow. Hier befanden sich im 18. Jahrhundert Lohmühlen, in denen Baumrinde („Lohe“) zu Borkenmehl verarbeitet wurde.

## Lage und Geschichte

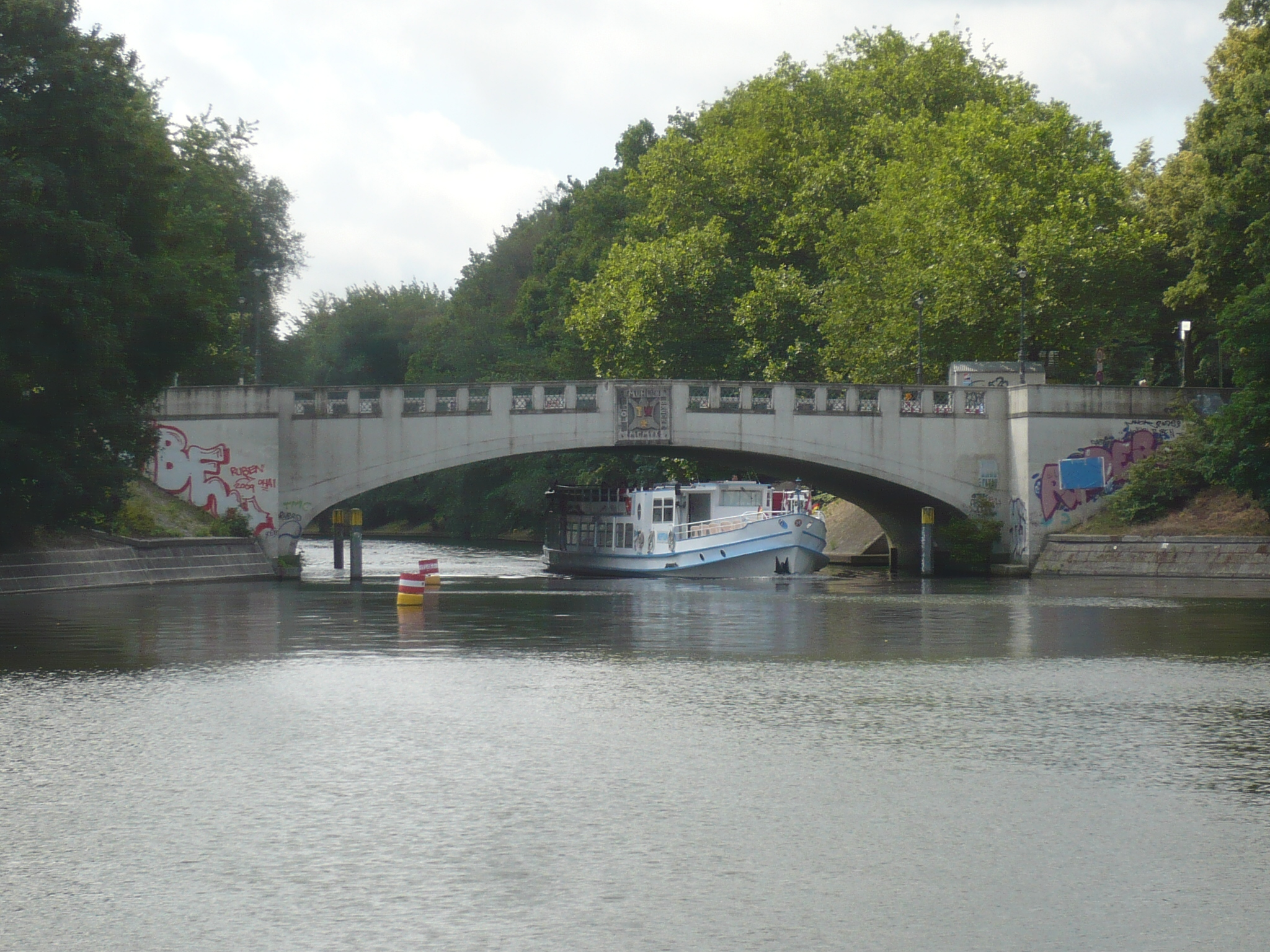
Lohmühlenbrücke von der Mündung des Neuköllner Schifffahrtskanals in den Landwehrkanal her gesehen

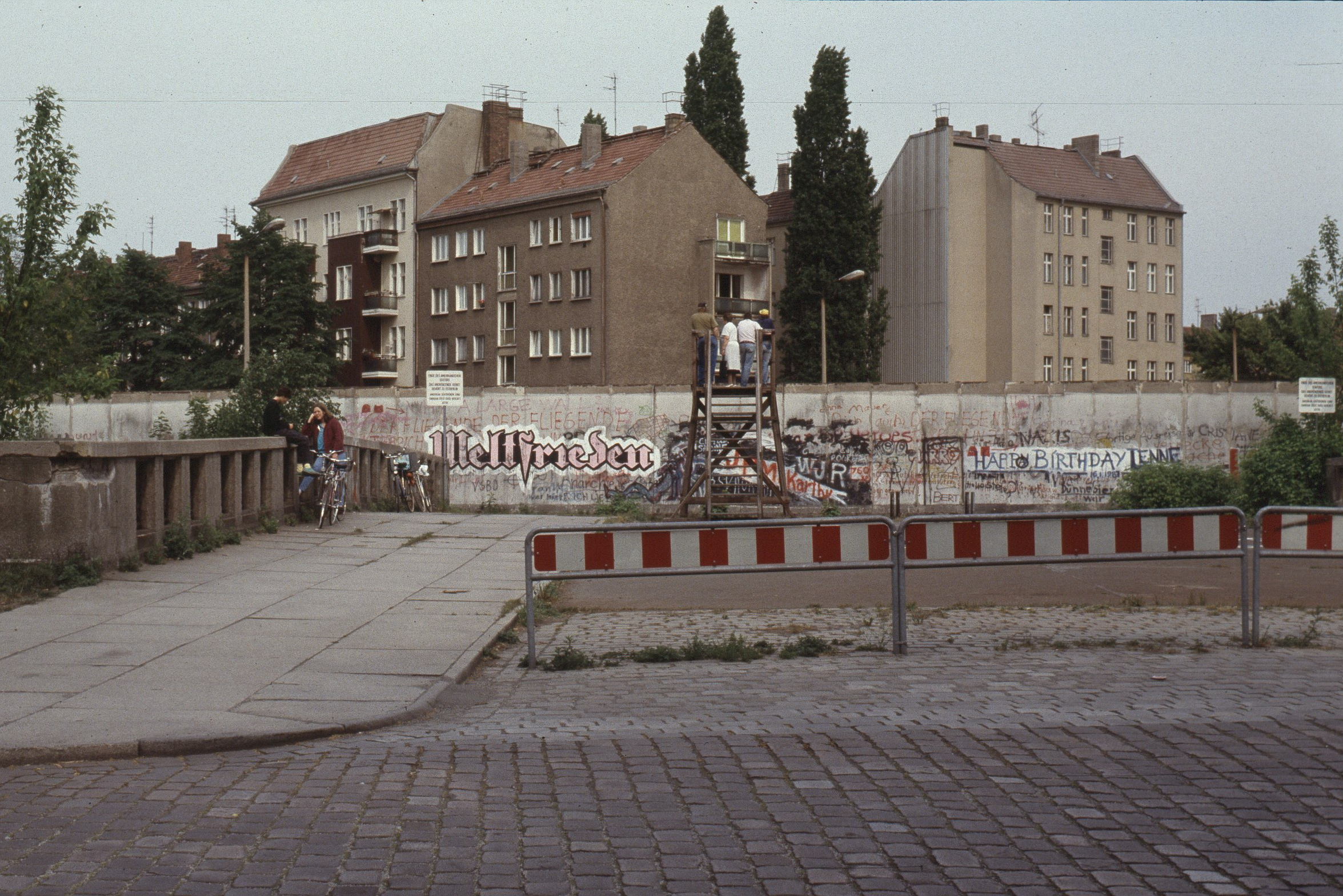
Lohmühlenbrücke mit Mauer, 1988

Unmittelbar nördlich der Lohmühlenbrücke mündet der Neuköllner Schifffahrtskanal in den Landwehrkanal. Dort verläuft die Grenze zum Ortsteil Kreuzberg des Bezirks Friedrichshain-Kreuzberg. Wegen dieser Lage wird die Stelle gelegentlich als „Dreiländereck“ bezeichnet.
Die Verbindung über den Kanal wurde stark frequentiert, mit dem Bau der Berliner Mauer quer zur Lohmühlenbrücke wurde im August 1961 die wichtige Verbindung zur Harzer Straße jedoch unterbrochen. Dies konnte 1962 durch die Errichtung einer Fußgängerbrücke nur unzureichend kompensiert werden. Die als Kiehlsteg bezeichnete Notbrücke lag nur 60 Meter von der Lohmühlenbrücke entfernt.
Im Jahr 1988 wechselte der östlich der Brücke gelegene Lohmühlenplatz durch einen Gebietstausch formal zu West-Berlin. Dadurch konnte die Brücke bis 1989 saniert werden. Es entstand eine befahrbare Verbindung zwischen der zu Neukölln zählenden Harzer Straße und dem Maybachufer.
Nach dem Mauerfall wurde der Kiehlsteg im Jahr 2014 gegen den Protest einer Bürgerinitiative abgerissen, weil er nun nicht mehr gebraucht wurde und lediglich Unterhaltskosten verursachte.

## Sonstiges
- Die Brücke zeigt auf beiden Seiten das Stadtwappen Neuköllns sowie – in römischen Ziffern – das Jahr ihrer Erbauung (MCMXX entsprechend 1920).
- 1987 wurde auf dieser Brücke eine der Schlüsselszenen des Spielfilms Der Himmel über Berlin von Wim Wenders gedreht.
- Entlang des Landwehrkanals in Richtung Spree befinden sich insgesamt 45 Kirschbäume, die Teil einer großen Spendenaktion eines japanischen Fernsehsenders waren. Als Freude über das Ende der deutschen Teilung sammelte man unter dem Titel Sakura-Campaign ab 1990 rund eine Million Euro, mit denen über 9.000 Bäume an ausgewählten, symbolträchtigen Orten gepflanzt wurden.[9]

## Galerie

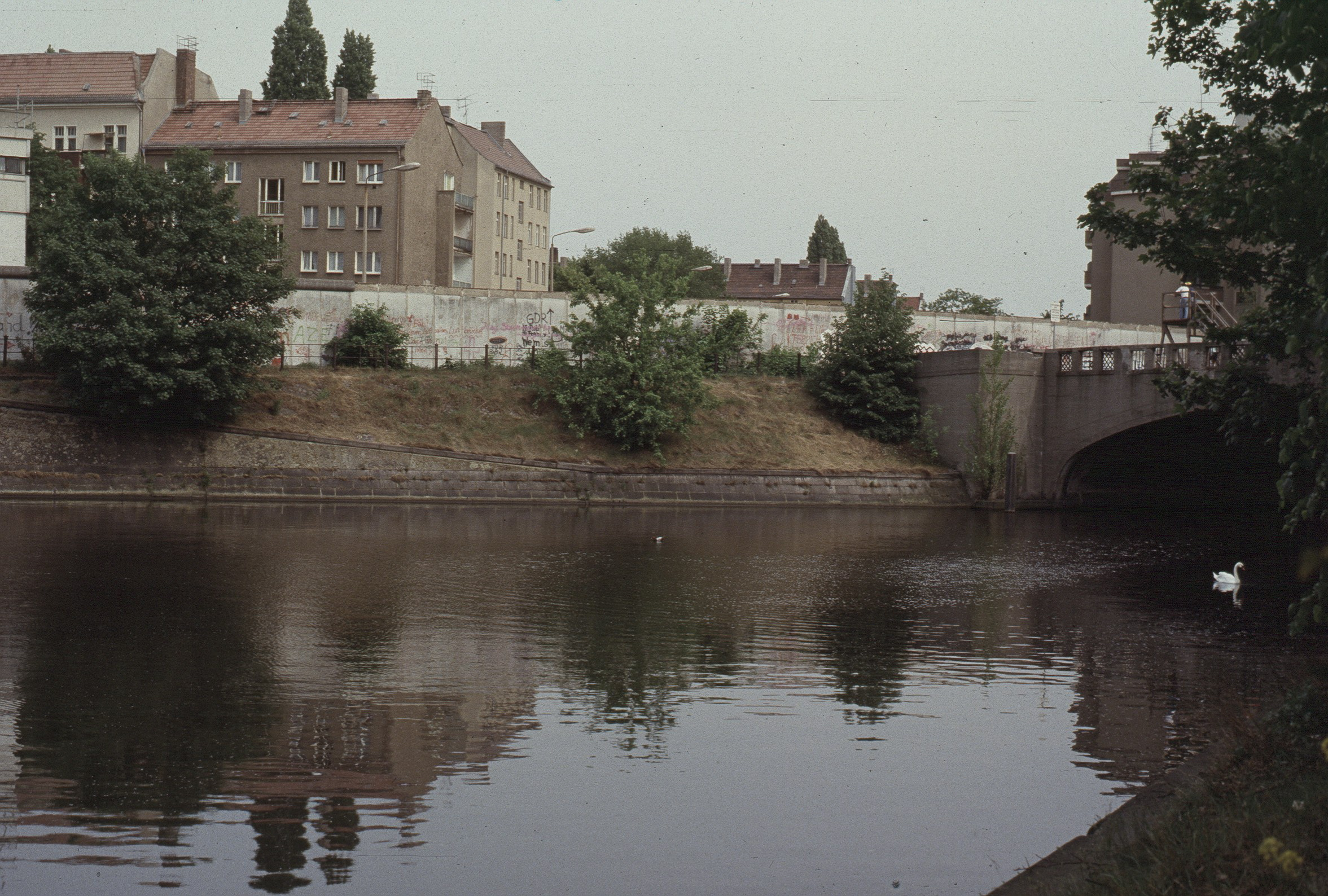
Blick vom Maybachufer über die Kanalmündung, 1988
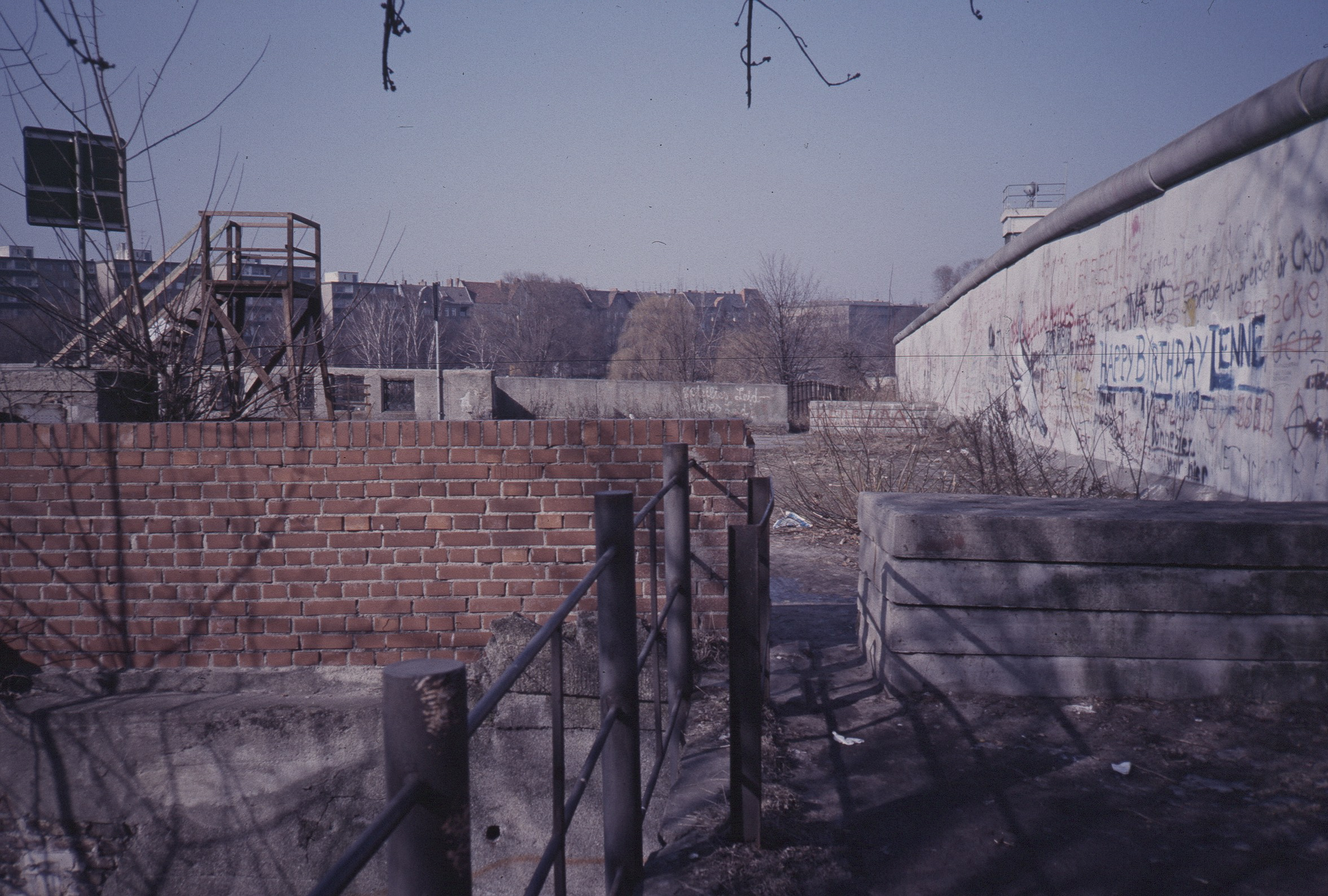
Mauer an der Lohmühlenbrücke, Blick vom Kiehlufer
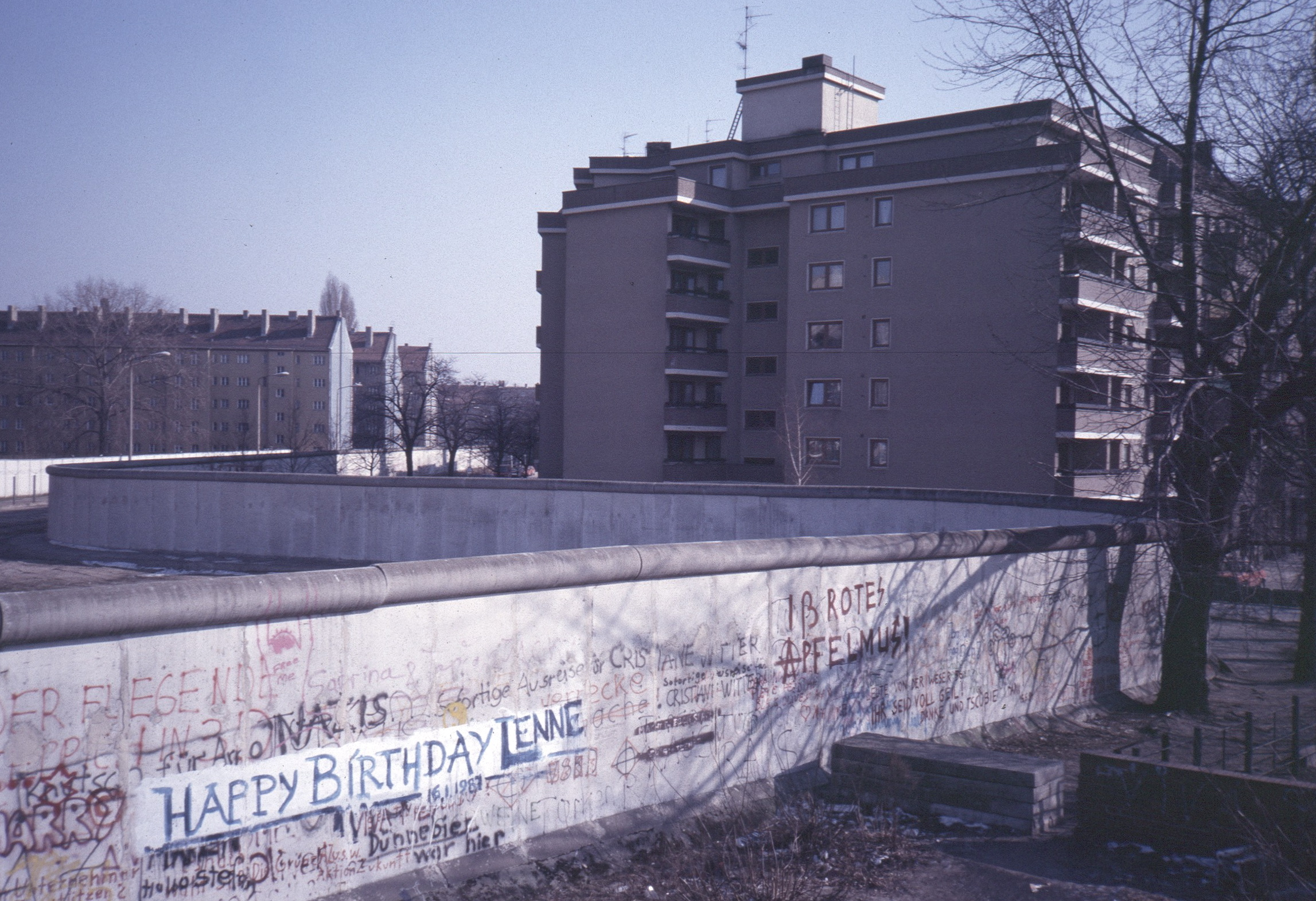
Blick von der Lohmühlenbrücke zur Harzer Straße, 1987
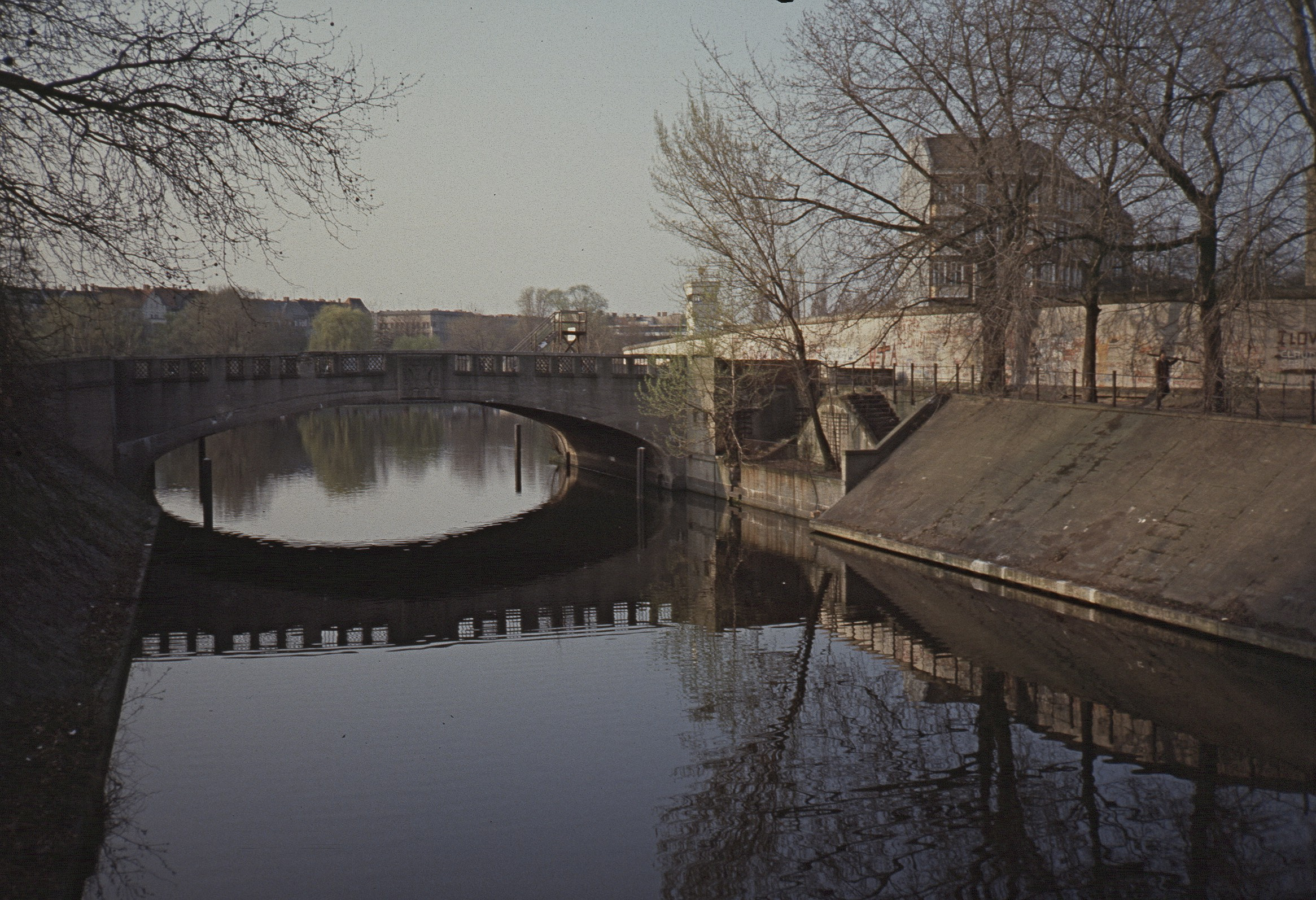
Lohmühlenbrücke 1988, Blick vom Kiehlsteg
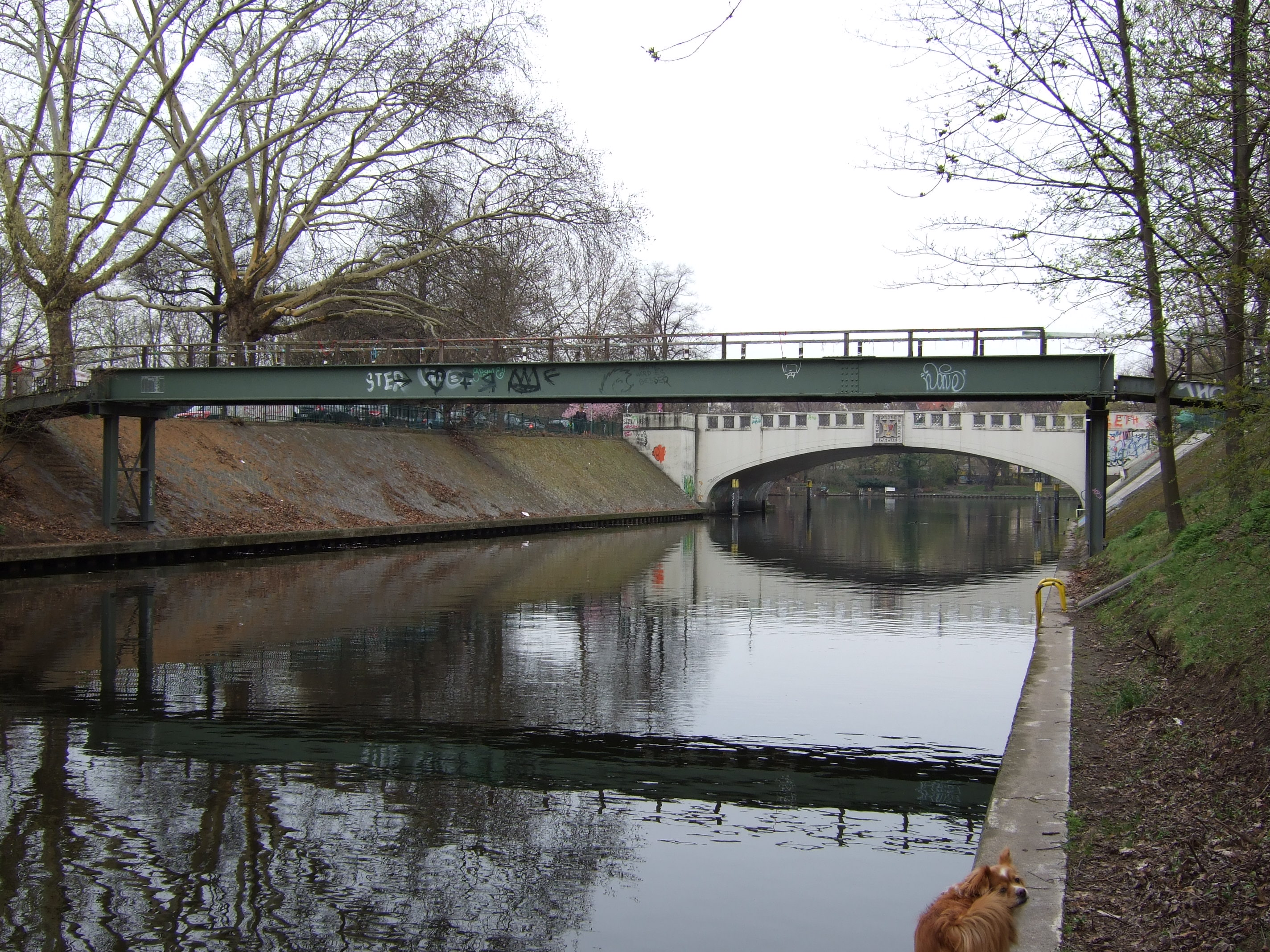
Kiehlsteg am Tag vor dem Abriss, im Hintergrund die Lohmühlenbrücke